# The Eleventh Hour (Doctor Who)
"The Eleventh Hour" (intitulado "A Décima Primeira Hora" no Brasil) é o primeiro episódio da quinta temporada da série de ficção científica britânica Doctor Who, transmitido originalmente através da BBC One e BBC HD em 3 de abril de 2010. A partir desta temporada, houve uma mudança completa na equipe de produção e no elenco, com Steven Moffat assumindo o papel de showrunner, produtor executivo e roteirista chefe da série, cargo anteriormente ocupado por Russell T Davies. O episódio foi escrito por Moffat e dirigido por Adam Smith.
Na história, o Doutor (Matt Smith), recém-regenerado, acaba caindo com sua máquina do tempo, a TARDIS, no pequeno vilarejo inglês de Leadworth, onde conhece uma jovem escocesa chamada Amelia Pond (Caitlin Blackwood). Ele é forçado a ir embora, mas promete a garota retornar em cinco minutos. No entanto, o Doutor volta somente após doze anos e é confrontado por Amelia, agora conhecida como Amy (Karen Gillan), que não confia mais nele. O Doutor então tenta reganhar a confiança de Amy para ajudá-lo a encontrar o Prisioneiro Zero, um alienígena multiforme, e entregá-lo à polícia galáctica, os Atraxi, antes que eles destruam a Terra.
Este é o primeiro episódio de Smith como a décima primeira encarnação do Doutor e de Gillan como sua nova acompanhante. Também apresentou Arthur Darvill como o namorado de Amy, Rory Williams, que se tornaria membro do elenco principal a partir da sexta temporada. Apesar da tradição do programa em dedicar a primeira história de um novo Doutor para descansá-lo depois da regeneração, Moffat decidiu fazer o de Smith salvar o mundo. Ela também configura o arco de história principal da temporada, introduzindo as rachaduras no universo. "The Eleventh Hour" foi visto por 10,08 milhões de telespectadores no Reino Unido, sendo a estreia de temporada mais vista desde "Rose". Também foi o episódio mais assistido no BBC iPlayer e na BBC America nos Estados Unidos até aquela data.

## Enredo
Após se regenerar no final do último episódio, o Décimo primeiro Doutor cai com sua máquina do tempo danificada, a TARDIS, no vilarejo inglês de Leadworth em 1996. Ele encontra Amelia Pond, uma menina de sete anos. Enquanto espera o autorreparo da TARDIS, ele vai descobrindo seu novo corpo e seu paladar, o qual tem aversão a muitos alimentos, a não ser o sabor de "creme de peixe" (um prato inventado por ele que consiste em palitos de peixe e creme). Amelia mostra ao Doutor uma rachadura na parede do seu quarto, a qual ele percebe ser uma fenda no tempo e espaço; ao abri-la brevemente, o Doutor descobre que os Atraxi, uma polícia galáctica, estão à procura do foragido Prisioneiro Zero. Então o sino do claustro da TARDIS toca e o Doutor volta para a máquina, precisando viajar no tempo para evitar o aquecimento do sistema. No entanto, ele promete para Amelia voltar em cinco minutos. A garota prepara uma mala e espera perto de onde a TARDIS tinha partido.
O Doutor volta somente após doze anos e ao procurar pela casa, é nocauteado e algemado por Amelia, agora chamada apenas de Amy. Seu fascínio na espera de seu retorno a levou a criar brinquedos e histórias sobre ele, sendo ridicularizada pelos outros moradores. O Doutor então revela a Amy que o Prisioneiro Zero ficou escondido em uma sala na sua casa que ela nunca tinha notado, devido a um filtro de percepção. Depois de se aventurar no quarto, ela liberta o Doutor e os dois escapam de um ataque da criatura.
Pouco depois, os Atraxi chegam à órbita da Terra, alertado sobre a "incineração da residência humana" (ou seja, todo o planeta), caso o Prisioneiro Zero não se entregue. Depois de conhecer o namorado de Amy, Rory Williams, o Doutor percebe que o Prisioneiro Zero, um multiforme capaz de assumir a forma de qualquer ser inconsciente ao formar uma ligação telepática com eles, está usando os corpos dos pacientes em coma de um hospital próximo. Ele usa um laptop para começar uma reunião on-line com especialistas científicos a fim de discutir a situação dos Atraxi e envia instruções para eles.
O Doutor chega ao hospital a tempo de salvar Amy e Rory do Prisioneiro Zero. Ele então revela que criou um vírus informático para transmitir o número "zero" em todos os dispositivos do mundo e cuja origem é o celular de Rory, onde há imagens dos pacientes em coma, identificando a criatura sob qualquer forma. No entanto, o Prisioneiro Zero se transforma no Doutor e na jovem Amelia, com quem ele conseguiu criar uma ligação telepática durante doze anos. O Doutor percebe que Amy pode escutá-lo e manipula seu subconsciente para fazê-la lembrar da forma do mostro em sua casa. Isso o força a revelar sua verdadeira identidade; deste modo, ele é identificado pelos Atraxi e capturado. Antes de ser transportado, o Prisioneiro Zero avisa ao Doutor que "o silêncio cairá". A frota Atraxi parte, mas o Doutor, invocando a Proclamação das Sombras, ordena seu retorno e repreende-os por ameaçar a Terra. Ele mostra imagens dos invasores alienígenas que tentaram apoderar-se ou destruir a Terra, mas que foram derrotados por suas encarnações passadas, fazendo-os fugir.
O Doutor volta para a TARDIS já reparada e parte antes que Amy e Rory possam segui-lo, mas retorna dois anos depois. Embora Amy ainda esteja chateada, ela prontamente aceita sua oferta  para viajarem juntos. Após partirem, o quarto de Amy é exibido, onde, ao lado de seus brinquedos e desenhos do "Doutor maltrapilho", encontra-se um vestido de noiva.

## Produção

### Antecedentes e escolha do elenco

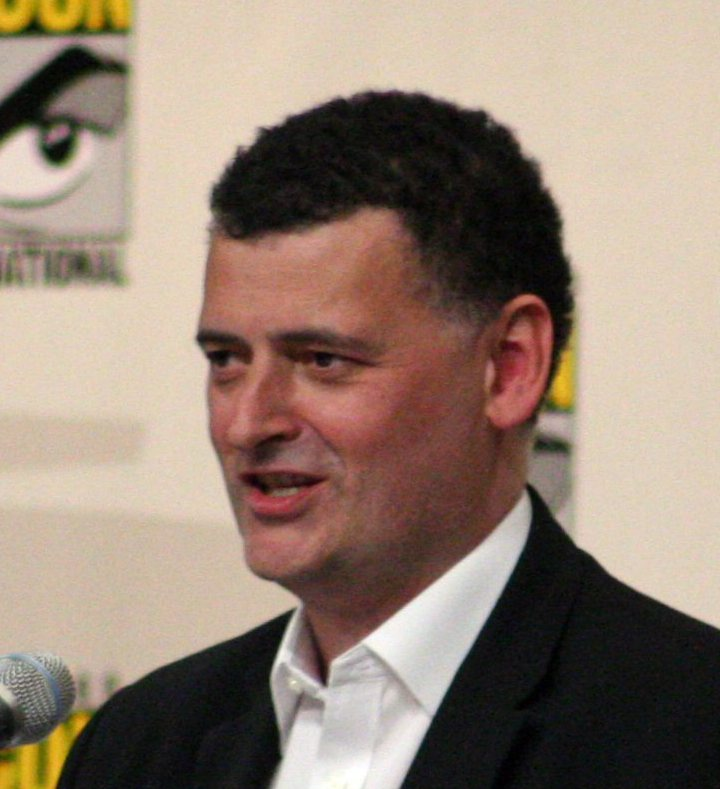
"The Eleventh Hour" foi o primeiro episódio escrito por Steven Moffat como showrunner, roteirista chefe e produtor executivo de Doctor Who.

"The Eleventh Hour" marcou várias mudanças na equipe de produção. Steven Moffat sucedeu Russell T Davies como showrunner, produtor executivo e roteirista chefe. Piers Wenger e Beth Willis substituíram Julie Gardner como produtora executiva. Um novo logotipo foi incorporado a uma nova sequência de abertura e uma nova versão da música-tema, composta por Murray Gold. No final de "The Eleventh Hour", o Doutor ganha uma nova chave de fenda sônica e tanto a parte interna e externa da TARDIS são remodeladas. O interior antigo da máquina foi mostrado no início do episódio; O Rotor do Tempo no console teve que ser reconstruído devido aos efeitos especiais explosivos usados em "The End of Time".
"The End of Time" foi o último episódio de David Tennant como o Décimo Doutor e marcou sua regeneração em Matt Smith. Originalmente, o plano de Moffat era escolher um ator de meia-idade para o papel, mas ele e Wenger preferiram ficar com Smith, de 26 anos, no que eles consideraram uma decisão fácil. Karen Gillan foi escolhida como a nova acompanhante do Doutor, Amy Pond; Gillan já havia aparecido no episódio "The Fires of Pompeii" na quarta temporada e foi sugerida a Moffat pelo diretor de elenco, Andy Pryor. Ela fez uma audição para o papel usando seus sotaques escocês e inglês. Só depois de ser escalada que Amy foi concebida como escocesa.
A versão mais nova de Amy, conhecida como Amelia, foi interpretada pela prima na vida real de Gillan, Caitlin Blackwood. Embora Gillan tenha recomendado Blackwood, ela passou por audições rigorosas, não tendo nenhuma experiência prévia com atuação formal. "The Eleventh Hour" também marcou a estreia de Arthur Darvill como Rory Williams, que se tornou parte do elenco regular na sexta temporada. Moffat afirmou que Darvill se destacou na audição por perceber o "quão divertido" ele era. Nina Wadia, conhecida por sua participação em EastEnders, foi escolhida como a médica do hospital de Leadworth. Segundo a atriz, ela foi convidada para o papel por já ter trabalhado com Adam Smith anteriormente. Patrick Moore aparece como ele mesmo na videoconferência com uma breve intervenção, embora nem todas as suas falas tenham sobrevivido aos cortes de edição. O homem acima de Moore é o irmão de Adam Smith. Marcello Magni, que interpretou um homem personificado pelo Prisioneiro Zero que late como seu cachorro, já havia trabalhado como imitador canino.

### Roteiro
"Eu pensei que seria divertido se, enquanto ele ainda estava se regenerando, tivesse que correr para salvar o mundo. Ele mal está fora da caixa quando percebe: eu não mudei minha camisa ainda e eu tenho 20 minutos para salvar o mundo. É como tentar salvar o mundo com gripe. E ele faz isso com dois minutos de sobra".

Steven Moffat
O título do episódio é um jogo de palavras, referindo-se à introdução do Décimo primeiro Doutor e ao fato dele quase chegar tarde demais. No comentário do DVD, Moffat disse que a história originalmente se chamaria "The Doctor Returns" e era o roteiro mais difícil que tinha escrito, pois precisava apresentar um novo Doutor, uma nova acompanhante, convencer o público de que era um programa novo e antigo e entregar uma história rápida. Enquanto tradicionalmente o Doutor descansa depois de se regenerar, Moffat achou divertido fazê-lo salvar o mundo. Ele descreveu isso como uma comédia de um homem cujo dia continua piorando. Por achar clichê uma ambientação e um acompanhante de Londres, o autor usou como cenário a vila fictícia de Leadworth. Moffat, um escocês, debateu sobre ambientar um episódio em uma vila na Escócia, mas acabou optando pela Inglaterra, de acordo com a noção de Amelia como uma menina não convencional.
Ao longo do episódio, o Doutor se comporta de forma errática, enquanto ele gradualmente se acostuma com seu novo corpo e paladar ao desenvolver uma nova personalidade. Willis afirmou que ele "finalmente se encaixou depois de escolher sua roupa nova". A cena do telhado não estava no roteiro original, e o Doutor simplesmente saía do hospital e voltava para a TARDIS. Moffat sentiu que ele não tinha recebido uma apresentação formal, e isso poderia ser feito ao escolher suas novas roupas, pois muitos Doutores anteriores escolheram as deles silenciosamente. O arco de história principal é o Doutor conhecendo Amy adulta. Segundo Moffat, com o tempo as relações entre o Doutor e seus companheiros tornaram-se muito maduras. Ele queria criar um relacionamento infantil como entre Peter Pan e Wendy, em vez de namorado e namorada. Ele acreditava que este era o tipo de relação dos espectadores com o Doutor, independentemente da idade. Quando o Doutor retorna para Amy, ela é uma pessoa muito diferente de quando eles se encontraram pela primeira vez. O autor explica que ela desenvolveu um elemento difícil e se tornou desconfiada e cínica devido a ele não retornar como prometeu, obrigando-a a aceitar que ele era um amigo imaginário. Rory estava completamente apaixonado por Amy, mas ela queria aventuras antes de admitir o mesmo. Moffat descreveu Rory como alguém que cresceu à sombra do Doutor imaginário de Amy.
Moffat foi inspirado por uma rachadura na parede do quarto de seu filho para desenvolver a ideia do arco de história principal da quinta temporada. Ele imaginou que uma criança poderia pensar que algo interessante vivia dentro de tal fenda. O quarto escondido na casa de Amelia foi baseado no senho recorrente durante a infância de Moffat sobre uma sala escondida inexistente na casa de sua avó. Ele também estava ansioso para dar ao monstro um globo ocular gigante e comentou que o modelo do Atraxi – um globo ocular gigante em uma estrela – era fácil para as crianças desenharem, como ele mesmo costumava fazer com as criaturas de Doctor Who quando era criança. Esses aspectos refletem o princípio de "ameaças de escala doméstica" da série. Moffat escreveu uma cena para explicar o crime do Prisioneiro Zero, mas cortou-a porque achava que ninguém se importaria.
A sequência de abertura, na qual o Doutor quase cai da TARDIS enquanto ela atravessa Londres, foi adicionada ao roteiro para fazer a ligação da conclusão de "The End of Time" com a máquina caindo no jardim de Amy. Moffat achou que seria engraçado se eles o exibissem saindo da TARDIS e quase caísse em Londres, deste modo começando o episódio estabelecido em uma cidade pequena de uma maneira grande. Ele também referenciou a cena de The House at Pooh Corner onde Tigrão diz gostar de tudo, mas depois rejeita todos os alimentos oferecidos até que ele finalmente acha gostoso extrato de malte. No episódio, o Doutor recém-regenerado rejeita uma variedade de alimentos, com exceção de palitos de peixe com creme, oferecidos por Amelia. Para Moffat, atrair as crianças era importante para o sucesso do show. A cena em que o Doutor cria o vírus usando o laptop de Jeff foi originalmente estabelecida em uma sala de aula onde ele usava os computadores dos alunos; isso foi alterado por motivos de produção. No episódio, o Doutor estala os dedos para abrir a TARDIS, um truque ensinado por River Song para sua encarnação anterior em "Silence in the Library" / "Forest of the Dead". Ele também repete as linhas "wibbley-wobbley, timey-wimey" e "alguns cowboys aqui" dos episódios "Blink" e "The Girl in the Fireplace", ambos escritos por Moffat.

### Filmagens e efeitos

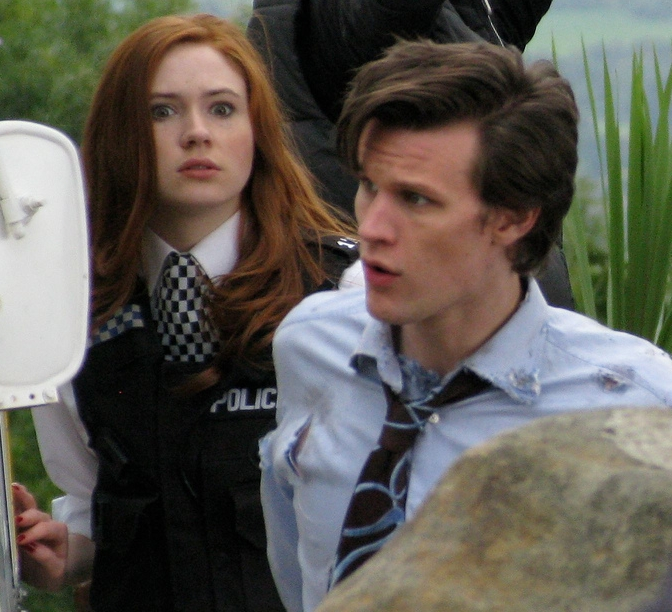
Karen Gillan e Matt Smith filmando "The Eleventh Hour" em Llandaff.

A leitura do roteiro ocorreu em setembro de 2009. Embora seja o primeiro episódio da temporada, "The Eleventh Hour" não foi o primeiro a ser filmado. Ele foi encaixado no terceiro bloco de produção, após a conclusão dos episódios 2-5. Como Smith estava ciente de como seu Doutor seria, ele usou essa história para estabelecer o personagem. O plano era manter vestígios de David Tennant em Smith, mas os produtores executivos queriam que seu Doutor fosse "estranho". O episódio foi dirigido por Adam Smith, que foi atraído pelo "roteiro brilhante" e porque já tinha trabalhado com Matt Smith depois de vê-lo no palco. Smith foi convidado a dirigir "o mesmo, mas torná-lo um pouco diferente – os produtores não queriam algo radicalmente diferente, mas eles queriam que fosse diferente". O objetivo era torná-lo mais "cinematográfico" e mágico, e ele inspirou-se em E.T. e nos trabalhos de Tim Burton para isso.
A casa de Amelia foi projetada para parecer "assustadora, mas comum" e remanescente de um castelo. A maioria das cenas baseadas em Leadworth foram filmadas na cidade de Llandaff, Cardiff, em 29 de setembro, 5 a 7 de outubro e em 20 de novembro de 2009. Em 5 de outubro foram tiradas para a sequência em stop motion que representa o processo de pensamento do Doutor. As fotografias foram feitas por membros da equipe de produção e não por computadores e o resultado não foi perfeito; no entanto, Adam Smith considerou que o trabalho passou uma sensação "orgânica". Devido a chuva intensa, as últimas cenas de Leadworth foram gravadas no dia 20 de novembro. A equipe de produção adicionou vários elementos cenográficos a área, como flores, sinais de rua e lembrancinhas específicas para a cidade.
A cena do Doutor quase caindo da TARDIS foi filmada com Smith na frente de um chroma key, enquanto a tomada aérea de Londres foi realizada com um helicóptero. Smith achou difícil visualizar a cena, pois dependia muito de imagens geradas por computador. Quase toda a sequência é composta por efeitos visuais, incluindo uma TARDIS 3D que voa sobre Londres e um Doutor de computação gráfica pendurado na beirada na máquina durante as tomadas aéreas. Moffat percebeu que o Domo do Milênio era visível na versão final, portanto a cena não poderia ser definida em 1996, pois na época a construção do prédio não tinha sido finalizada. Em vez de regravar, Moffat explicou que a TARDIS estava prestes a voltar no tempo e se materializar no jardim de Amelia. Na pós-produção, 30 faixas de efeitos sonoros, música composta por Murray Gold especificamente para a sequência, e os "grunhidos e gemidos" de Smith foram adicionados. A música principal do trecho foi produzida por Nikki Wilson, que recebe um crédito de "agradecimento especial".
Enquanto Amelia espera o Doutor no jardim, a câmera volta para sua casa onde algo, presumidamente o Prisioneiro Zero, passa correndo pela câmera. Na verdade, isso era uma filmagem destinada para a segunda parte do season finale da temporada, "The Big Bang", mas quando não se encaixou nesse episódio foi reciclada aqui. Originalmente, a cena onde o Doutor mostra a maçã que Amy lhe deu quando era criança foi cortada devido a problemas de ritmo e porque o fato havia sido estabelecido em uma cena anterior. Esta sequência então foi cortada e a com a maçã voltou. Devido à chuva, a cena em que o Doutor tenta obter a atenção do Atraxi com sua chave de fenda sônica precisou ser simplificada. Adam Smith baseou o estilo do confronto em um filme de Velho Oeste. A destruição da chave de fenda pouco depois foi alcançada com um efeito de faísca escondida dentro do artefato, ativada por uma carga elétrica que o atingiu por um fio elétrico passado dentro da manga de Smith e conectado a um receptor. O chefe de efeitos especiais Danny Hargreaves usou um controle remoto para ativar o dispositivo. Ao contrário dos relatos, o efeito não prejudicou Smith. A cena dos "palitos de peixe e creme" foi filmada em 12 tomadas. Os peixes eram, na verdade, uma comida com sabor de coco empanado; Smith calculou que tinha comido cerca de 14 deles.

## Transmissão e recepção

A TV Cultura exibiu "A Décima Primeira Hora" no Brasil em 5 de junho de 2012.

"The Eleventh Hour" foi transmitido originalmente no Reino Unido pela BBC One e BBC HD em 3 de abril de 2010. A audiência do episódio naquela noite foi de oito milhões de espectadores. Os números consolidados finais subiram para 9,59 milhões na BBC One e 494 000 na BBC HD, alcançando 10,08 milhões de visualizações, a estreia mais vista desde "Rose" e o oitavo episódio mais visto de Doctor Who desde o seu retorno em 2005. A série foi o segundo programa mais assistido naquela semana na BBC One e o quarto mais visto em todos os canais. O episódio teve um Índice de Apreciação de 86, considerado "excelente".
Também foi popular no serviço de streaming da BBC, o iPlayer. Dentro de uma semana, "The Eleventh Hour" teve 1,27 milhões de acessos, o recorde da plataforma até aquele momento. Continuou a se tornar o episódio mais solicitado de 2010 com 2,241 milhões de visualizações; Doctor Who foi nomeado o programa mais visto do ano no serviço.
"The Eleventh Hour" foi transmitido pela primeira vez nos Estados Unidos pela BBC America em 17 de abril de 2010 e no Canadá na mesma data pelo Space. Estabeleceu um recorde durante sua transmissão na BBC America, com média de 1,2 milhão de telespectadores, dos quais 0,9 milhões tinham idade entre 25 e 54 anos. O episódio também foi exibido na Austrália em 18 de abril pela ABC1. Além disso, pôde ser visto no serviço ABC iView dois dias antes da exibição na televisão. O programa foi transmitido somente duas semanas depois de ir ao ar no Reino Unido porque a BBC precisava de quinze dias para editar o Doctor Who Confidential: Cut Down. Não havia espaço para o extra Doctor Who Confidential devido o  episódio ter uma hora de duração, mas a ABC detinha os direitos e o disponibilizou no iView. O episódio foi exibido na Nova Zelândia em 2 de maio pelo Prime. No Brasil, "A Décima Primeira Hora" estreou na TV Cultura em 5 de junho de 2012. Registrou um ponto de audiência segundo o Instituto Brasileiro de Opinião Pública e Estatística (IBOPE). Na época, cada ponto equivalia a 58 000 residências na Grande São Paulo. Também foi exibido no Syfy Brasil em 1 de abril de 2016.
"The Eleventh Hour" foi lançado em DVD e Blu-ray na Região 2 juntamente com os dois episódios seguintes, "The Beast Below" e "Victory of the Daleks", em 7 de junho de 2010. Foi então relançado no DVD da quinta temporada completa em 8 de novembro do mesmo ano. No Brasil, também foi publicado no DVD da quinta temporada em 4 de julho de 2015.

### Recepção crítica
"The Eleventh Hour" teve avaliações positivas dos críticos. Escrevendo para o The Mail on Sunday, Sinclair McKay chamou a história de um "primeiro episódio hábil" que foi "embalado com piadinhas e uma sensação ainda mais fantástica do que antes. Mas tinha essa antiga combinação reconfortante de intensidade britânica, bizarrice e um senso do macabro". Ele também elogiou o desempenho "triunfante" de Gillan e a adaptação de Smith ao papel, concluindo: "Smith pode ser um dos melhores Senhores do Tempo". Benji Wilson do The Daily Telegraph escreveu: "Foi ridículo, mas parecia certo: louco, alienígena, novinho, mas muito antigo. A+ para o diretor de elenco. A+ para Smith". Ele também disse que Gillan "estava 110 por cento". Embora tenha comparado à composição em CGI de baixo orçamento do Prisioneiro Zero como um "excludente de rascunho", ele disse que Moffat "transformou uma fraqueza em força" ao fazer o monstro assumir a forma de humanos.

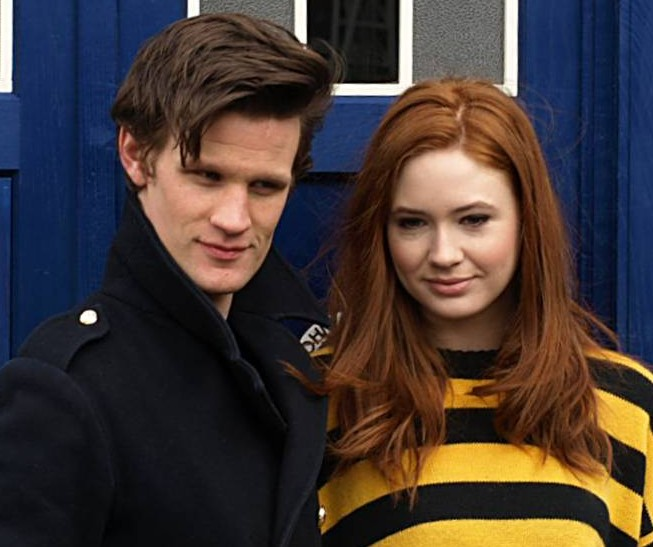
As atuações de Matt Smith e Karen Gillan foram um dos pontos mais elogiados pelos críticos, embora a caracterização do Doutor de Smith tenha sido comparada com a de David Tennant.

Daniel Martin do The Guardian chamou "The Eleventh Hour" de "um triunfo absoluto" e elogiou  a história por "sabiamente não desperdiçar muito tempo com uma regeneração instável". Embora tenha gostado do desempenho de Smith, Martin comentou que ele ainda "não estava sentindo" o [seu] bordão "Geronimo!". Patrick Mulkern, crítico da Radio Times, achava "óbvio" que o Doutor de Smith seria "grandioso", parabenizando ainda Gillan, embora não tivesse certeza a respeito da nova versão da música principal. O revisor também elogiou o roteiro de Moffat por "[oferecer] linhas engraçadas, [...] floreios de direção e uma série de reviravoltas rápidas". Sam McPherson do Zap2it deu ao episódio A+, dizendo que era "definitivamente" seu favorito, elogiando a estreia de Smith e de Gillan, bem como o redesenho da TARDIS. Paul Kerton, do mesmo website, elogiou Adam Smith por "manipular o episódio lindamente", dar profundidade na personagem de Amy e pela atuação de Matt Smith no papel de Doutor. No entanto, para ele os pontos baixos do episódio foram os "efeitos um pouco fracos" e "uma história ligeiramente leve". A nova sequência de abertura era "absolutamente linda", mas ficou cético com a nova variação do tema principal.
Dave Golder, da revista SFX, deu a "The Eleventh Hour" a classificação máxima de cinco estrelas, comentando que Moffat capturou "a forma como as crianças percebem o Doutor", elogiando ainda as estreias de Smith e Gillan. Escrevendo para o The A.V. Club, Keith Phipps deu ao episódio um A-, explicando que "gostava muito" de Smith, mas não tinha certeza se o Décimo primeiro Doutor já estava separado do Décimo. Ele chamou Gillan de "triunfo instantâneo" e a história de sem "nenhuma exceção" das típicas "narrativas excepcionalmente fortes de Moffat, sentimentos agudos pelos personagens e um roteiro eficiente". Maureen Ryan do The Chicago Tribune afirmou que o episódio "funciona" como uma introdução, embora possa ser "engraçado de mais algumas vezes". Apesar de achar que a série estava em boas mãos com Smith e Gillan, ela ridicularizou o Atraxi por ser "alarmantemente estático e desinteressante" e a "pequena substância" da história. Matt Wales da IGN deu ao episódio nota oito, elogiando-o por se encaixar facilmente na continuidade do show, especialmente com o retrato de Smith do Doutor. No entanto, para ele o "argumento da calamidade" era o "elo mais fraco em um episódio de abertura soberbo" e o "conjunto inteiro de elementos díspares [...] nunca se juntam em um todo satisfatório". Embora não o tenha achado perfeito por ter "uma metade fraca" e "efeitos em CGI ligeiramente ultrapassados", Wales considerou-o "maravilhoso de muitas maneiras". O crítico do The New York Times Mike Hale escreveu que o episódio funcionava como "uma peça de maquinaria bem oleada", mas sem "nenhuma exuberância exagerada" da era Davies. Enquanto achou a personagem de Gillan "promissora", considerou o de Smith muito parecido com Tennant e ele "[precisaria] começar a moldar sua própria identidade no papel".
O website Den of Geek selecionou o episódio como o destaque de Doctor Who em seu artigo "Os Melhores Episódios de Televisão de 2010". Um ano depois, após a transmissão da sexta temporada, o Digital Spy chamou o episódio de "ainda a melhor hora de Smith e Moffat". O website também nomeou "The Eleventh Hour" como o sétimo melhor episódio de todo o programa em 2013.
O episódio recebeu algumas críticas dos telespectadores, que se queixaram da caracterização de Amy e sua profissão no "beijograma" como "muito sexy" para um programa familiar. Gillan defendeu sua personagem, alegando que meninas da idade de Amy geralmente usavam saias curtas, além disso, mostrava que ela tinha confiança. Já o produtor executivo, Piers Wenger, disse: "Toda a coisa do beijograma fazia parte do desejo de Steven de fazer a acompanhante do Doutor ser sincera e franca. Amy é provavelmente a acompanhante mais selvagem com o qual o Doutor viajou, mas ela não é promíscua".